# Zeche Hammelsbeck
Die Zeche Hammelsbeck ist ein ehemaliges Steinkohlenbergwerk das im Bereich der Stadtgrenzen von Essen-Fulerum und Mülheim-Humboldthain lag. Das Bergwerk wurde früher auch gelegentlich Zeche Humboldt genannt. Das Bergwerk gehörte in der zweiten Hälfte des 19. Jahrhunderts zeitweise zu den bedeutendsten Steinkohlenbergwerken im Regierungsbezirk Düsseldorf.

## Geschichte

### Die Anfänge
Bereits vor dem Jahr 1732 wurde im Grenzbereich von Fulerum, Mülheim und Margarethenhöhe nach Kohle gegraben. Im Jahr 1732 wurde ein verlassenes ehemaliges Bergwerk, das als Hammelsbeck bekannt war, wieder in Betrieb genommen. Etwa ab dem Jahr 1765 wurde als magere Flöze bezeichnete Magerkohle abgebaut. Um das Jahr 1790 wurde eine Wasserkunst in Betrieb genommen. Um das Jahr 1840 wurde das Bergwerk in Fristen erhalten. Am 9. Juli des Jahres 1841 wurde das Längenfeld Hammelsbeck verliehen. Im Jahr 1847 konsolidierten die Stollenbetriebe Hoppenkuhle, Hammelsbeck, Klefflappen, Sonnenschein und Sonderwerk zur Zeche Hammelsbeck. Die Berechtsame umfasste zwei Längenfelder und zwei Geviertfelder. Im Jahr 1852 lag das Bergwerk noch in Fristen. Im Jahr 1856 wurde damit begonnen, einen Schacht für den Übergang zum Tiefbau zu teufen.

### Die weiteren Jahre
Im Jahr 1857 wurde bei einer Teufe von 38 Lachtern die Wettersohle angesetzt. Über Tage wurde im selben Jahr begonnen, die Pferdebahn zur Essen-Mülheimer Bahn zu verlegen. Das Bergwerk gehörte zu dieser Zeit zum Bergamtsbezirk Essen. Im Jahr 1858 wurde bei einer Teufe von 109 Metern die 2. Sohle angesetzt. Auf dieser ersten Tiefbausohle wurden Querschläge nach Norden und Süden angesetzt und teilweise aufgefahren. Bei der Auffahrung der Querschläge wurden mehrere Flöze durchörtert, mit denen eine tägliche Förderung von 2000 Scheffeln möglich war. Im selben Jahr wurde mit der Förderung begonnen. Im Jahr 1859 wurde das Feld Sonnenschein verliehen, der Schacht erreichte in diesem Jahr eine Teufe von 138 Metern. Auf der ersten Tiefbausohle wurden die Hauptquerschläge weiter nach Süden und nach Norden aufgefahren. Die Hauptquerschläge auf der Wettersohle wurden nur nach Süden aufgefahren. Mit den südlichen Querschlägen wurde das Flöz Blumendelle aufgeschlossen. In nördlicher Richtung hatte das Bergwerk nur eine geringe Ausdehnung. Im Jahr 1860 fand der Betrieb in vier mächtigen, hangenden Flözen statt. Das liegende Fundflöz war zu diesem Zeitpunkt noch nicht gelöst. Im selben Jahr kam es zu starken Wasserzuflüssen. Um das in nördlicher Richtung liegende, sehr kurze Grubenfeld zu erweitern, war die Gewerkschaft der Grube Hammelsbeck bemüht, weitere Feldesteile hinzuzukaufen. Allerdings konnte man weder durch Zukauf noch durch Konsolidation das Grubenfeld erweitern. Im Jahr darauf wurden auf der ersten Bausohle mit dem südlichen Querschlag zwei Flöze angefahren. Eines der Flöze hatte eine Mächtigkeit von 22 Zoll, das andere Flöz war 29 Zoll mächtig. Die Flöze konnten keiner bekannten Flözpartie zugeordnet werden. Das Bergwerk gehörte zu dieser Zeit zum Bergrevier Mülheim. Im Jahr 1862 wurde auf der 1. Sohle mit dem nördlichen Querschlag das Flöz Tutenbank erreicht. Außerdem wurde in diesem Jahr ein Wetterschacht geteuft. Dieser Schacht diente als Anbindung an ein Wetterüberhauen und wurde bis auf eine Teufe von 40 Metern geteuft. Der südliche Querschlag wurde in diesem Jahr bis auf eine Länge von 216½ Lachtern aufgefahren. Dabei wurde die I. Hauptverwerfung durchörtert und ein 16 Zoll mächtiges Flöz angefahren. Im darauffolgenden Jahr wurde der Hauptschacht bis auf eine Teufe von 80 3/8 Lachtern geteuft. Während der Teufarbeiten wurde das 42 Zoll mächtige Flöz Blumendelle durchteuft. Der südliche Querschlag erreichte in diesem Jahr eine Auffahrungslänge von 282 Lachtern. Die dabei durchörterten Schichten nahmen in südlicher Richtung eine immer flachere Lage an. Das Einfallen betrug im Bereich der Ortsbrust des Querschlages nur noch elf Gon. Im Jahr 1864 wurde der Hauptschacht tiefer geteuft und bei einer Teufe von 176 Metern wurde die 3. Sohle angesetzt. Im Jahr 1865 wurde eine Betriebsgemeinschaft mit der Zeche Humboldt gebildet. Diese Betriebsgemeinschaft firmierte unter dem Namen Zeche Vereinigte Humboldt. Trotz dieser Betriebsgemeinschaft waren beide Bergwerke noch eigenständig in Betrieb. Im darauffolgenden Jahr wurde die Zeche Hammelsbeck vollkommen durch die Zeche Humboldt übernommen.

## Förderung und Belegschaft
Die ersten bekannten Förder- und Belegschaftszahlen stammen aus dem Jahr 1860. In diesem Jahr wurden mit 250 Bergleuten 62.031 Tonnen Steinkohle gefördert, im Anschluss daran sank die Förderung. Im Jahr 1861 wurde mit 260 Mitarbeitern eine Förderung von 239.692 preußischen Tonnen erbracht. Die letzten bekannten Förder- und Belegschaftszahlen stammen aus dem Jahr 1865. In diesem wurden mit 280 Beschäftigten 245.797 preußische Tonnen Steinkohle gefördert.

## Die Vorgängerbergwerke

### Hoppenkuhle
Die Zeche Hoppenkuhle in Essen-Fulerum war auch als Zeche Happenkuhle bekannt. Im Jahr 1822 wurde im alten Pfeiler abgebaut. Ab Mai des Jahres lag das Bergwerk in Fristen. Im März des Jahres 1826 wurden das Grubenfeld weiter hergerichtet, im September desselben Jahres wurde mit dem Abbau begonnen. Während im Jahr 1830 noch Abbau betrieben wurde, war das Bergwerk im Jahr 1832 wechselnd in Betrieb und in Fristen. Im Jahr 1839 wurde ein Grubenfeld verliehen, ob in diesem Grubenfeld Abbau betrieben wurde, ist unbekannt. Im Jahr 1847 konsolidierte die Zeche Hoppenkuhle unterhalb der Stollensohle mit anderen Zechen zur Zeche Hammelsbeck. In diesem Jahr bestand die Berechtsame aus zwei Längen- und zwei Geviertfeldern. Im Jahr 1861 wurde ein kleiner Schacht mit einer Teufe von drei bis vier Lachtern geteuft, danach gibt es keine weitere Angaben über das Bergwerk.

### Sonnenschein
Über die Zeche Sonnenschein in Essen-Fulerum wird nur sehr wenig berichtet. Im Jahr 1819 wurde eine Pumpe eingebaut. Mindestens ab dem Jahr 1820 wurde auf dem Bergwerk Abbau betrieben. Im Jahr 1847 kam es zur Konsolidierung mit anderen Zechen zur Zeche Hammelsbeck.

### Sonderwerk
Die Zeche Sonderwerk befand sich in Mülheim-Heißen. Das Stollenmundloch der Zeche befand sich im Humboldthain in einem Tal am Sunderweg. Um das Jahr 1839 war das Bergwerk in Betrieb, es wurde ein Stollen nach Westen aufgefahren. Im Jahr 1841 wurde ein Längenfeld verliehen. Im Jahr 1847 konsolidierte die Zeche Sonderwerk, vermutlich unter der Stollensohle, mit anderen Zechen zur Zeche Hammelsbeck. Im Jahr 1861 wurde, vermutlich in der Restberechtsame, ein drei bis vier Lachter tiefer Schacht geteuft. Über die Zeit danach werden keine Angaben gemacht.